# Acsinszki járás
Az Acsinszki járás (oroszul: Ачинский район) Oroszország egyik járása a Krasznojarszki határterületen. Székhelye Acsinszk.

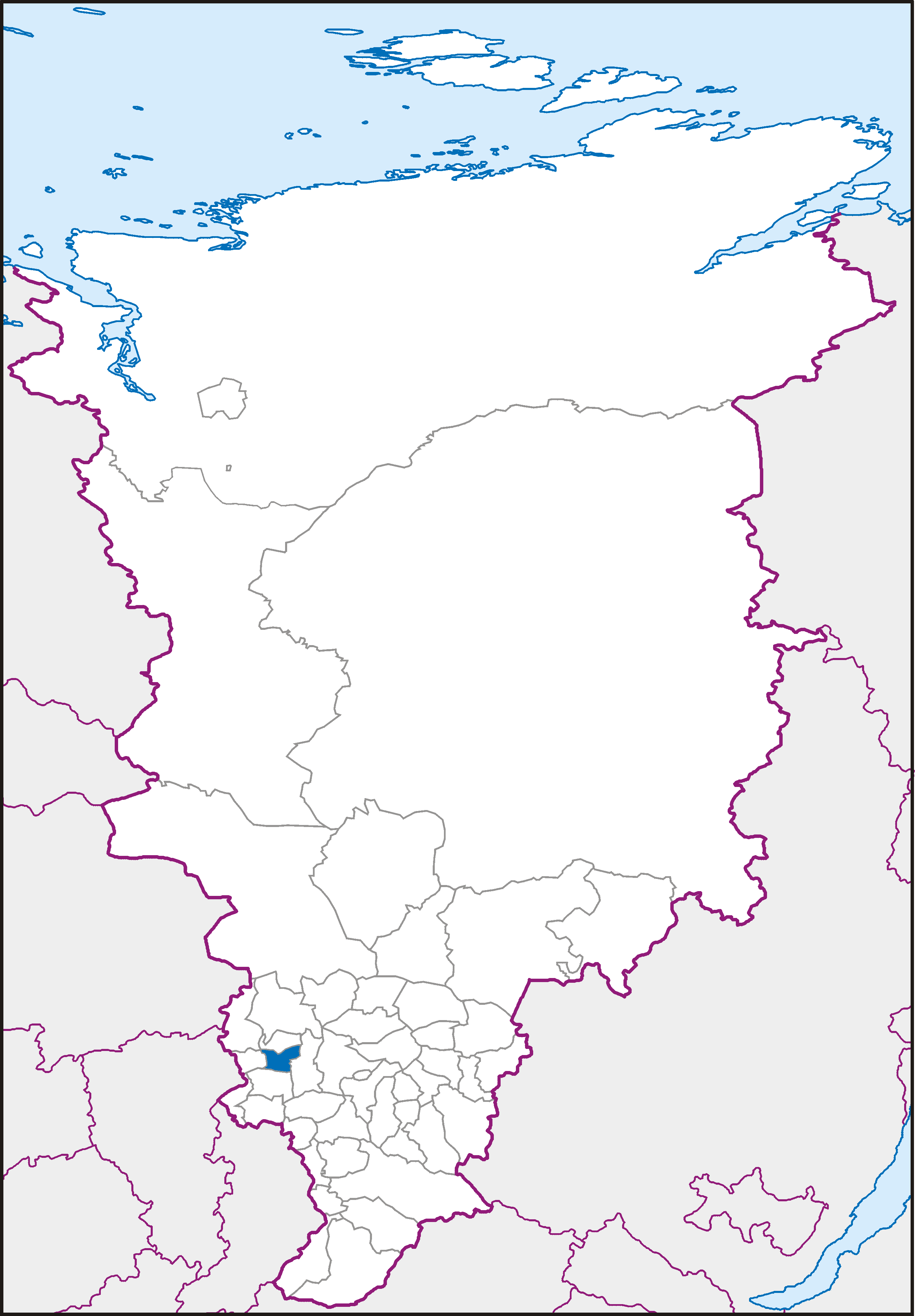
Az Acsinszki járás a Krasznojarszki határterületen

## Népesség
- 2002-ben 14 904 lakosa volt.
- 2010-ben 15 884 lakosa volt.